# Xanthomyia
Xanthomyia is een geslacht van insecten uit de familie van de Boorvliegen (Tephritidae), die tot de orde tweevleugeligen (Diptera) behoort.

## Soorten
- X. nora (Doane, 1899)
- X. platyptera (Loew, 1873)